# Epizeuxis scriptipennis
Epizeuxis scriptipennis là một loài bướm đêm trong họ Noctuidae.